# Gemenebestspelen 1986
De dertiende editie van de Gemenebestspelen (Commonwealth Games) werden gehouden van 24 juli tot en met 2 augustus 1986 in Edinburgh, Schotland. Schotland was het vierde land na achtereenvolgens Canada, Australië en Nieuw-Zeeland dat de spelen voor de tweede keer organiseerde. Edinburgh was de eerste stad waar de spelen voor de tweede keer plaatsvonden.
De spelen werden geboycot door 32 leden van het Gemenebest van Naties door de relaties op sportgebied van het Verenigd Koninkrijk met Zuid-Afrika. Hierdoor namen maar 26 teams deel aan deze editie. Debuterende teams waren de Malediven en Norfolk.
Net als op de edities van 1978 en 1982 werden er tien sporten beoefend op de Gemenebestspelen. Het boogschieten, in 1982 nog voor het eerst op het programma, maakte plaats voor het roeien dat voor de zevende keer op het programma stond en voor het eerst ook voor vrouwen werd georganiseerd. Ook de zwemsport discipline synchroonzwemmen stond voor het eerst op het programma van de Gemenebestspelen. Het “Meadowbank Stadium” fungeerde als de centrale accommodatie waar de spelen plaatsvonden.

## Deelnemende teams
| Australië Botswana Canada Cookeilanden Engeland Falklandeilanden Fiji | Gibraltar Guernsey Hongkong Jersey Kaaimaneilanden Lesotho Malawi | Malediven Malta Man Nieuw-Zeeland Noord-Ierland Norfolk | Schotland Singapore Swaziland Vanuatu Wales West-Samoa |

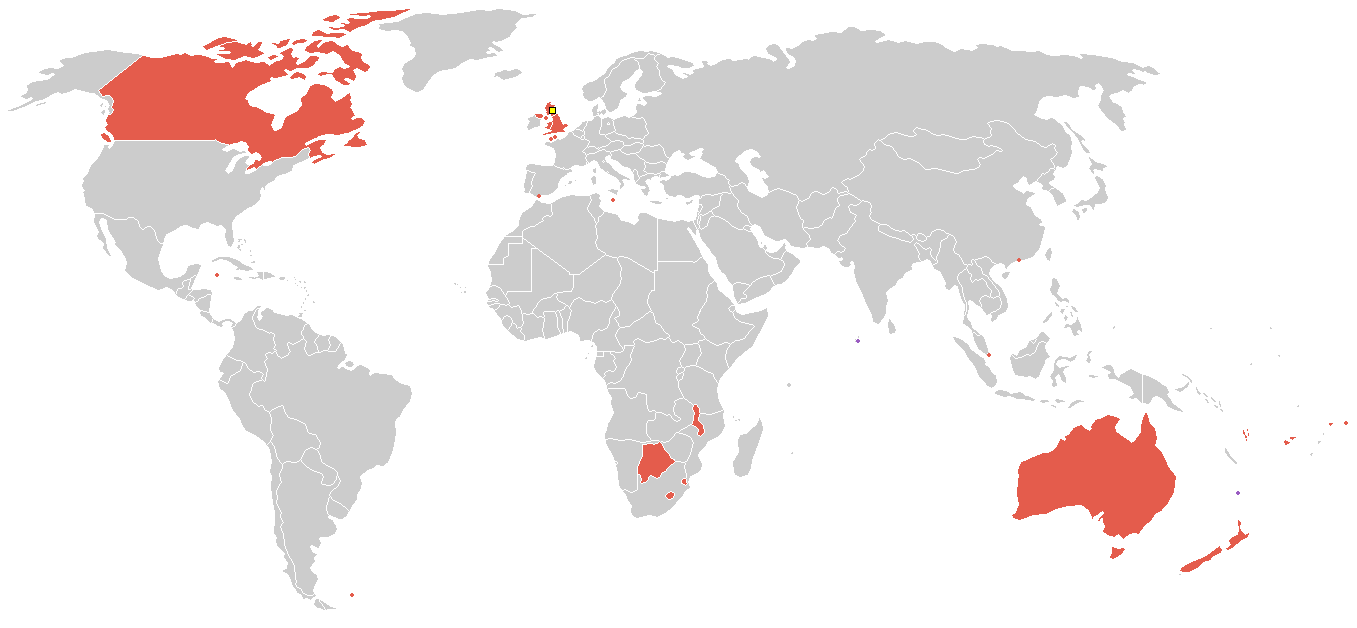
Deelnemende teams

 Bermuda nam nog wel deel aan de openingsceremonie maar trok daarop de afvaardiging terug en sloot zich alsnog aan bij de sportboycot.

## Sporten
| Sport                                             | Onderdelen | Onderdelen | Onderdelen | Onderdelen |
| Sport                                             | Tot.       | M          | V          | Mix        |
| ------------------------------------------------- | ---------- | ---------- | ---------- | ---------- |
| Atletiek                                          | 41         | 23         | 18         |            |
| Badminton                                         | 6          | 2          | 2          | 2          |
| Boksen                                            | 12         | 12         | 0          |            |
| Bowls                                             | 6          | 3          | 3          |            |
| Gewichtheffen                                     | 10         | 10         | 0          |            |
| Roeien                                            | 15         | 8          | 7          |            |
| Schietsport                                       | 20         | 20         | 0          |            |
| Wielersport                                       | 7          | 7          | 0          |            |
| Worstelen                                         | 10         | 10         | 0          |            |
| Zwemsport Schoonspringen Synchroonzwemmen Zwemmen | 4 2 30     | 2 0 15     | 2 15       |            |
| Totaal                                            | 163        | 112        | 49         | 2          |

## Medaillespiegel
| Plaats | Land          | Goud | Zilver | Brons | Totaal |
| 1      | Engeland      | 52   | 43     | 49    | 144    |
| 2      | Canada        | 51   | 35     | 31    | 117    |
| 3      | Australië     | 40   | 46     | 35    | 121    |
| 4      | Nieuw-Zeeland | 8    | 16     | 14    | 38     |
| 5      | Wales         | 6    | 5      | 11    | 22     |
| 6      | Schotland     | 3    | 12     | 18    | 33     |
| 7      | Noord-Ierland | 2    | 4      | 9     | 15     |
| 8      | Man           | 1    | 0      | 0     | 1      |
| 9      | Guernsey      | 0    | 2      | 0     | 2      |
| 10     | Hongkong      | 0    | 1      | 2     | 3      |
| 11     | Swaziland     | 0    | 1      | 0     | 1      |
| 12     | Malawi        | 0    | 2      | 0     | 2      |
| 13     | Botswana      | 0    | 0      | 1     | 1      |
| 13     | Jersey        | 0    | 0      | 1     | 1      |
| 13     | Singapore     | 0    | 0      | 1     | 1      |
| Totaal | Totaal        | 163  | 163    | 176   | 502    |

Atletiek · Badminton · Boksen · Bowls · Gewichtheffen · Roeien · Schietsport · Schoonspringen · Synchroonzwemmen · Wielersport · Worstelen · Zwemmen
1930 ·
1934 ·
1938 ·
1950 ·
1954 · 
1958 · 
1962 · 
1966 ·
1970 · 
1974 ·
1978 ·
1982 ·
1986 ·
1990 ·
1994 ·
1998 ·
2002 ·
2006 ·
2010 ·
2014 ·
2018 ·
2022 ·
2026